# Sally Oldfield
Pour les articles homonymes, voir Oldfield.
Sally Patricia Oldfield, née le 3 août 1947 à Dublin, est une chanteuse britannique, sœur des compositeurs Mike (né le 15 mai 1953) et Terry Oldfield (né le 12 août 1949).
Sa carrière musicale démarre en 1968 conjointement à celle de son jeune frère Mike, avec qui elle forme le duo The Sallyangie. Le groupe produit un album, Children of the sun, qui connaît un succès éphémère en Grande-Bretagne.
Le duo se sépare en 1969 et Sally poursuit sa route en solo. En 1973, cependant, elle joint sa voix aux chœurs que l'on entend sur le premier album de Mike Tubular Bells. Elle participera à cinq autres albums de celui-ci (notamment Hergest Ridge et Ommadawn), mais aussi à un album de son autre frère Terry (Star of Heaven). Elle a également prêté sa voix à la chanson Shadow Of The Hierophant du premier album solo Voyage of the Acolyte de l'ex-Genesis, Steve Hackett.
Le premier album solo de Sally Oldfield est Water Bearer en 1978. Elle a ensuite publié une dizaine d'autres albums et de nombreuses compilations.

## Discographie

### The SallyAngie
- 1968 - Children Of The Sun

### Albums solos

#### Albums studio
- 1978 - Water Bearer
- 1979 - Easy
- 1980 - Celebration
- 1981 - Playing In The Flame
- 1983 - Strange Day In Berlin
- 1987 - Femme
- 1988 - Instincts
- 1990 - Natasha (publié avec le nom Sally Natasha Oldfield)
- 1992 - The Flame
- 1994 - Three Rings
- 1996 - Secret Songs
- 2001 - Flaming Star
- 2003 - Absolutely Chilled

#### Album live
- 1982 - In Concert

#### Compilations
- 1984 - Reflections
- 1985 - The Collection
- 1986 - Greatest Hits - volume one
- 1987 - Mirrors (The Most Beautiful Songs)
- 1989 - Milestones
- 1989 - Super 20
- 1990 - Night Riding
- 1993 - A Portrait Of Sally Oldfield
- 1994 - The Songs Of Sally Oldfield
- 1994 - Mirrors
- 1997 - Definitive Collection
- 1997 - Morning Of My Life
- 1997 - The Sun In My Eyes
- 1997 - Silver Dagger
- 2000 - Mirrors (The Bronze Anthology)
- 2000 - Best Celebration

### Collaborations

#### Avec Mike Oldfield
- 1973 - Tubular Bells
- 1974 - Hergest Ridge
- 1975 - Ommadawn
- 1978 - Incantations
- 2002 - Tres Lunas
- 2003 - Tubular Bells 2003

#### Avec d'autres artistes
- 1975 - Voyage of the Acolyte de Steve Hackett - Sur le morceau Shadow of the Hierophant.
- 1977 - Keesojen Lehto de Pekka Pohjola - Sur deux morceaux
- 1989 - Star Of Heaven de Terry Oldfield
- 1994 - White Magic (B.O.) Artistes Variés - Chante le morceau Morning Has Broken.